# TJ Olympia Bruntál
TJ Olympia Bruntál byl fotbalový klub z moravsko-slezského pomezí, který byl založen 2. prosince 1988. V roce 2014 došlo ke spojení dvou bruntálských oddílů, Slavoje a Olympie. Nový klub, vystupující v sezoně 2014/15 pod názvem FC Slavoj Olympia Bruntál, působí v 1. A třídě Moravskoslezského kraje, sk. A (6. nejvyšší soutěž).

## Umístění v jednotlivých sezonách
Zdroj:
Legenda: Z - zápasy, V - výhry, R - remízy, P - porážky, VG - vstřelené góly, OG - obdržené góly, +/- - rozdíl skóre, B - body, červené podbarvení - sestup, zelené podbarvení - postup, fialové podbarvení - reorganizace, změna skupiny či soutěže
| Česko (2008 – 2014) |                                            |        |    |    |   |    |    |    |     |    |        |
| Sezóny              | Liga                                       | Úroveň | Z  | V  | R | P  | VG | OG | +/- | B  | Pozice |
| 2008/09             | Okresní přebor Bruntálska                  | 8      | 26 | 17 | 6 | 3  | 75 | 26 | +49 | 57 | 1.     |
| 2009/10             | I. B třída Moravskoslezského kraje – sk. A | 7      | 26 | 11 | 5 | 10 | 57 | 49 | +8  | 38 | 3.     |
| 2010/11             | I. B třída Moravskoslezského kraje – sk. A | 7      | 26 | 10 | 6 | 10 | 53 | 52 | +1  | 36 | 6.     |
| 2011/12             | I. B třída Moravskoslezského kraje – sk. A | 7      | 26 | 12 | 5 | 9  | 46 | 39 | +7  | 41 | 5.     |
| 2012/13             | I. B třída Moravskoslezského kraje – sk. A | 7      | 26 | 18 | 4 | 4  | 62 | 26 | +36 | 58 | 2.     |
| 2013/14             | I. A třída Moravskoslezského kraje – sk. A | 6      | 26 | 6  | 5 | 15 | 41 | 61 | -20 | 23 | 12.    |